# Derlis González (ur. 1978)
Derlis González (ur. 25 maja 1978) – paragwajski piłkarz występujący na pozycji obrońcy.

## Kariera klubowa
W trakcie kariery González grał w zespołach 12 de Octubre, Club Olimpia, ponownie 12 de Octubre oraz Club Martín Ledesma. Z żadnym z nich nie odniósł jednak sukcesów.

## Kariera reprezentacyjna
W reprezentacji Paragwaju González zadebiutował 28 kwietnia 2004 roku w zremisowanym 0:0 towarzyskim spotkaniu z Koreą Południową. W tym samym roku został powołany do kadry na Copa América. Zagrał na nim w meczach z Chile (1:1), Brazylią (2:1) oraz Urugwajem (1:3). Tamten turniej Paragwaj zakończył na ćwierćfinale.
W drużynie narodowej González rozegrał łącznie 4 spotkania, wszystkie w 2004 roku.